# Page fault
Een page fault treedt op wanneer een computerprogramma geheugen probeert te benaderen en het virtuele geheugenadres niet kan worden omgezet in een fysiek adres. Wanneer een page fault optreedt, kan het programma niet verder met zijn normale werking en zal het de controle over moeten geven aan het onderliggende niveau, meestal een systeemroutine in het besturingssysteem, de page fault handler.
Afhankelijk van de implementatie kan deze page fault handler verschillende dingen doen: 
- Het kan beslissen dat het adres niet geldig is, waarop het de controle overdraagt aan de exception handling.
- Het kan beslissen dat het adres wel geldig is, waarop het besturingssysteem de juiste gegevens in een nieuw blok geheugen steekt en de Memory management unit vertelt waar het de gegevens kan vinden, zodat het programma zijn normale werking kan voortzetten.